# Gray's Inn
La Honourable Society of Gray's Inn, meglio nota come Gray's Inn è una delle quattro Inn of court di Londra ad una delle quali è obbligatorio essere iscritti per potere esercitare la professione di barrister o di giudice in Inghilterra e Galles; oltre ad essere un ordine professionale di solito provvede anche a fornire, presso la propria sede, gli uffici agli avvocati e alle altre figure professionali ad essa legata.
Non si sa con esattezza quando la Gray's Inn venne fondata, ma i dati più antichi risalgono alla fine del Trecento, tre secoli dopo Elisabetta I d'Inghilterra fu una generosa benefattrice e nello stesso periodo vi lavorò il filosofo Francesco Bacone. Nel suo periodo di massimo splendore arrivò ad ospitare fino a 200 avvocati, ma lo scoppio della Guerra civile inglese fu un duro colpo per tutte le Inn of Court; la Gray's non ritornò mai ed eguagliare lo splendore che aveva avuto in Epoca elisabettiana, tant'è che oggi è la Inn più piccola.

## In molte mani
Durante il XII e XIII secolo il diritto, nella City of London veniva per lo più insegnato dalla chiesa, poi Enrico III d'Inghilterra con un decreto del 2 dicembre 1234 proibì tale pratica all'interno della City e successivamente una Bolla pontificia proibì al clero l'insegnamento del Diritto civile limitando la loro sfera di influenza a quello canonico.
La data precisa della fondazione delle Inn è andata perduta poiché perduti sono i documenti che potrebbero attestarlo, i più antichi della Gray's Inn risalgono al 1370 circa e da essi si risale all'origine del suo nome. Esso deriva da Reginald de Grey, I barone Grey di Wilton (morto nel 1308) e dalla sua famiglia in genere che abitavano nel palazzo che poi divenne la sede della Grey's. Diverse parti della casa vennero prese in affitto in modo che gli apprendisti potessero usarla come residenza e come sede per la loro pratica.
Nel 1475 il barone Reginald de Grey allora in carica vendette la proprietà ad un gruppo di uomini che includeva il giudice Thomas Bryan (morto nel 1500), nel giro di qualche mese tutti coloro che avevano partecipato all'acquisto cedettero a lui la propria quota e Bryan divenne il solo proprietario. Nel 1493, con un documento, egli cedette parte della proprietà a Thomas Wodeward ed al giudice Robert Brudenell (1461-30 gennaio 1531) facendo in modo che parte dell'edificio e delle terre ritornasse in mano alla famiglia Gray. Nel 1510 furono di nuovo loro a vendere, questa volta a Hugh Denys, uomo di corte per Enrico VII d'Inghilterra e per suo figlio Enrico e ad altri. L'anno dopo Denys morì e, per sua volontà, la sua parte andò all'Ordine Certosino di Sheen Priory che ne conservò la proprietà fino al 1539 anno in cui si consumò la Dissoluzione dei monasteri in Inghilterra.

## Il lungo cammino verso la sbarra
Quando al trono salì Elisabetta I d'Inghilterra la Gray's, grazie alla benevolenza della sovrana, conobbe il suo periodo d'oro. Molti dei suoi uomini di maggior importanza, come William Cecil, I barone Burghley, Nicholas Bacon (28 dicembre 1510-20 febbraio 1579) e Gilbert Gerard (morto il 4 febbraio 1596), se ne interessarono. Specialmente Cecil e Bacon cercarono giovani uomini promettenti da inserire all'interno della Inn, tale politica fu fruttuosa perché nel 1574 si contavano 120 avvocati e nel 1619 ce n'erano più di 200. La Gray's, come le altre Inn, ospitava spesso spettacoli e festival, gli studenti allestivano dei Masque (genere teatrale) e delle commedie per i matrimoni che si tenevano a corte ed ospitavano regolarmente degli spettacoli per la Candelora, Ognissanti, Pasqua ed altre feste ancora.. Pare che anche il giovane William Shakespeare si sia esibito almeno una volta sul palco della Inn poiché il suo mecenate Henry Wriothesley, III conte di Southampton ne era membro e nel 1594 la sua La commedia degli errori venne rappresentata per Natale.
La Gray's condivideva con le altre Inn il sistema che permetteva agli aspiranti avvocati di poter arrivare un giorno a discutere in un'aula di tribunale, era un percorso estremamente lungo che poteva durare anche 14 anni. La prima cosa da fare era iniziare gli studi o presso l'Università di Oxford o in quella di Cambridge o presso una delle scuole di legge che si trovavano presso le Inns of Chancery. Se si sceglieva di studiare a Oxford o Cambridge occorrevano poi tre anni di lavoro al termine dei quali si sarebbe ottenuto il titolo necessario per accedere alle Inn of Court. Studiare presso le Inns of Chancery invece richiedeva solo un anno aggiuntivo, ogni Inn aveva una scuola interna relativa, quelle della Grays' erano la Staple Inn e la Barnard's Inn. A quel punto si veniva considerati come una sorta di avvocato interno ed all'inizio si spendeva molto tempo ad ascoltare letture giuridiche o di altra natura oppure a preparare arringhe per processi immaginari, che venivano anche messi in scena, questo periodo poteva durare fino a nove anni e non era ancora finita. Dopo un esame volto ad appurare se si era imparato ad argomentare e a conoscere il diritto si diveniva un praticante penalista e si poteva supervisionare ai dibattiti in cui studenti ed avvocati discutevano su questo o quel concetto legale, si presenziava alle lezioni e si poteva anche insegnare agli studenti. Dopo cinque anni si diveniva, finalmente, un avvocato vero e proprio.
Il periodo elisabettiano vide un grande innalzamento del livello della preparazione, le lezioni venivano tenute regolarmente, si discuteva di casi "immaginari" ogni giorno e gli avvocati che già praticavano dovevano partecipare attivamente all'insegnamento degli studenti.
In quegli anni la Corte fu servita da nomi importanti come Francesco Bacone ed Edmund Pelham (1533 circa-1606) che servirono anche presso la corte della regina.

## Il declino
Anche nell'Età di Carlo I la Gray's continuò a prosperare, vi entravano 100 studenti all'anno e le lezioni continuarono regolarmente con la sola interruzione della peste che scoppiò nel 1636. Continuarono anche i masques ed i festival e fra i suoi iscritti si potevano contare anche diversi nobili. Tuttavia, studiosi successivi come William Searle Holdsworth (7 maggio 1871-2 gennaio 1944), asserirono che fu quello il momento in cui il livello di insegnamento presso le Inn cominciò a declinare. Dal 1640 in poi non si tennero più lezioni ed alcuni giuristi del tempo come Edward Coke affermarono che il livello di insegnamento era già molto calato. Coke imputò questo calo a tre eventi, la sempre maggior diffusione della carta stampata, la minor inclinazione degli studenti a calarsi in "processi immaginari" a fini di studio e la calata disponibilità degli avvocati anziani e dei professori ad adoperarsi per l'istruzione degli studenti. La diffusione dei libri stampati rese meno necessario agli studenti presenziare alle lezioni ed alle letture, ovviamente c'era un'altra faccia della medaglia, lo studio solitario impediva agli studenti di confrontarsi l'un con l'altro su quello che avevano imparato e facendolo oggetto di dibattito. Rimaneva da partecipare ai Moots (quella sorta di finto processo cui si è accennato prima), ma entro la fine del XVII secolo erano in molti coloro che avevano trovato il modo di farsi sostituire, in tutto questo sia gli avvocati anziani che i professori fecero poco per richiamare gli studenti, forse perché credevano, come i ragazzi stessi, che i libri fossero di per sé stessi degli ottimi sostituti. Ovviamente non bisogna trascurare un altro aspetto, liberi dagli obblighi di fare e preparare le lezioni restava loro molto più tempo per la professione.
Lo scoppio della Guerra civile inglese portò la sospensione di quasi ogni attività ed iscrizione dal 1642 al 1644, nei primi quattro anni di guerra solo 43 studenti furono ammessi e nessuno venne chiamato in aula, benché fossero stati nominati dei lettori per le lezioni queste non ebbero mai luogo e nessun "finto" processo venne allestito. Quando nel 1646 finì il primo pezzo del conflitto si provò a tornare agli antichi ritmi, ma senza successo, poco dopo l'antico sistema di insegnamento era definitivamente cessato. Questo ovviamente non era solo un problema della Gray's e nonostante la crisi dalle Inn usciva ancora qualche nome di spicco come Dudley Digges)19 maggio 1583 circa-18 marzo 1639), Thomas Bedingfield (1554 circa-1636) e fra coloro che scelsero di non esercitare c'era William Juxon. I lustri dell'età elisabettiana erano comunque persi e dopo la Restaurazione inglese non c'erano più di 57 iscrizioni annue.

## La ricerca dell'equilibrio
Nel 1719 il numero di iscritti era crollato 22 e questo calo fu dovuto anche al fatto che molti proprietari terrieri non mandarono più i propri figli a studiare lì se non avevano comunque l'intenzione di esercitare, occorreva contare, in questo, che le forti tasse imposte da Guglielmo III d'Inghilterra avevano salassato notevolmente la classe gentilizia.
Alcuni storici fanno notare come, in ogni caso, l'Inner Temple ed il Middle Temple avessero avuto nello stesso periodo un aumento delle iscrizioni e che la Gray's aveva ospitato, più di altre, alunni provenienti da classi sociali più "comuni" e questo potrebbe aver maggiormente pesato sul suo declino.
Nel 1733 vennero rivisti i requisiti in base al quale si poteva andare a discutere in aula, revisione che venne compiuta dalle quattro Inn insieme. Dal 1762 era deciso che chiunque fosse laureato in Letteratura o in Legge presso le università di Oxford o Cambridge poteva parlare in tribunale dopo aver sostenuto tre anni di studio presso le Inn, ogni altro titolo di studio comportava invece un percorso di cinque anni.
Il 1700 non fu un grande secolo per le Inn, da loro uscirono grandi nomi, ma furono relativamente pochi come Thomas Clarke (1703-13 novembre 1764 che lavorò a corte, il giudice James Eyre (1734-1º luglio 1799) e Samuel Romilly che si occupò di riforme legali.
Il 1800 vide le Inn stagnate nella loro situazione, non cambiavano i metodi di insegnamento ne le usanze, l'unico cambiamento fu che venne concesso agli avvocati di prendere i Sacramenti prima di entrare in aula. Per migliorare la qualità dell'insegnamento le Inn istituirono nel 1852 il Council of Legal Education, che aveva proprio il compito di migliorarne la qualità e nel 1872 venne creato un esame finale per valutare la preparazione degli aspiranti.
La Gray's soffrì particolarmente per questi mutamenti ed all'alba del 1900 era diventata la Inn più piccola, il Blitz del 1940-1941 danneggiò o distrusse molti dei suoi edifici che vennero ricostruiti anni dopo la fine della seconda guerra mondiale.
Attualmente la Gray's sta cercando di offrire, a chi la desidera, una visione più ampia del diritto e del sistema legale rispetto a quello offerto dalle altre Inn.

## La struttura interna
L'organigramma della Gray's è molto antico e non varia, essenzialmente, dal 1599. Nel gradino più basso ci sono coloro che non hanno mai parlato in tribunale, poi i praticanti, gli avvocati anziani ed i lettori. I praticanti sono coloro che hanno già parlato in aula, ma stanno ancora studiando, gli avvocati anziani sono coloro che possono già praticare, mentre i lettori giocano un ruolo attivo nell'educazione degli studenti presso le Inns of Chancery ed ovviamente anche alla Grays. L'organo supremo che presiede la Gray's è chiamato Pension, ed ogni Inn ha dato al suo un nome diverso, ed i lettori devono presenziare alle riunioni, anche gli avvocati possono presenziarvi, ma solo i primi hanno diritto di parola. Il Pension è presieduto dal Master of Bencher, l'altra carica importante è quella, elettiva, del Tesoriere che viene scelto fra i lettori a cadenza annuale.

## Membri famosi
Fra coloro che sono usciti dalle mura della Gray's, che abbiano o meno esercitato la professione, si ricordano:
- Francesco Bacone, filosofo e politico
- Gordon Slynn, Barone Slynn di Hadley (17 febbraio 1930-7 aprile 2009, giudice per la Corte di giustizia dell'Unione europea
- Thomas Bingham, barone Bingham di Cornhill (13 ottobre 1933-11 settembre 2010, giudice
- Leonard Hoffmann, Barone Hoffman (8 maggio 1934), giudice
- John Wynne (1650-31 dicembre 1714), industriale gallese
- John Lee (28 aprile 1783-25 febbraio 1866), astronomo
- Huw Thomas (14 settembre 1927-12 marzo 2009), politico